# Northern Kings

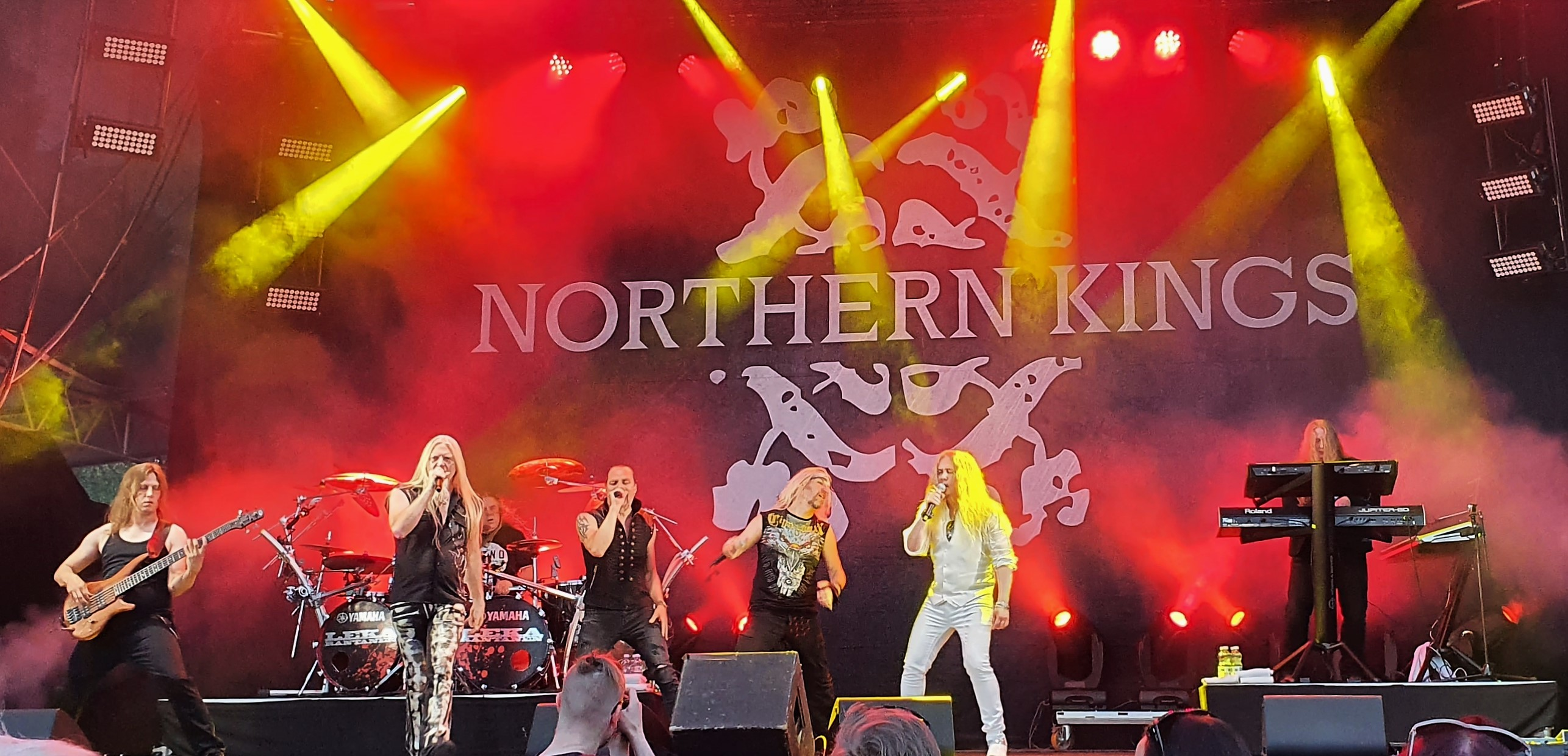
Northern Kings (2022)

Northern Kings ist eine vierköpfige finnische Heavy-Metal-Supergroup, die 2007 gegründet wurde.

## Bandgeschichte
Northern Kings wurde 2007 mit dem Ziel, Metal-Coverversionen bekannter Hits aus den 1980er-Jahren zu schaffen, gegründet. Zu den Mitgliedern, die allesamt Mitglieder in bekannten finnischen Metal-Bands sind, gehören Marco Hietala, der Bassist und Sänger der Bands Tarot und Nightwish, Tony Kakko, der Sänger der Band Sonata Arctica, Jarkko Ahola, der Sänger und Bassist der Band Teräsbetoni und Juha-Pekka Leppäluoto, der Sänger der Band Charon.
Am 26. September 2007 wurde die Debütsingle We Don't Need Another Hero – eine Coverversion des Hits von Tina Turner aus dem Jahr 1985 – veröffentlicht und erreichte Platz 7 in den finnischen Single-Charts. Am 31. Oktober 2007 erschien das Album Reborn, das ebenfalls Platz 7 erreichte und in Finnland Ende 2007 mit Gold für über 17.000 verkaufte Einheiten ausgezeichnet wurde. Während bei dem Turner-Cover alle vier Mitglieder singen, wurden die restlichen zwölf Lieder von je einem der Sänger interpretiert.
Mit Rethroned wurde am 19. November 2008 das zweite durchgängig aus Coverversionen bestehende Album veröffentlicht.

## Diskografie

### Alben
- 2007: Reborn
- 2008: Rethroned

### Singles
- 2007: We Don't Need Another Hero
- 2007: Hello
- 2008: Kiss from a Rose
- 2010: Lapponia